# Comuna Sălașu de Sus, Hunedoara
Sălașu de Sus (în maghiară: Felsőszálláspatok, în germană: Oberbachdorf) este o comună în județul Hunedoara, Transilvania, România, formată din satele Coroiești, Mălăiești, Nucșoara, Ohaba de sub Piatră, Paroș, Peștera, Râu Alb, Râu Mic, Sălașu de Jos, Sălașu de Sus (reședința) și Zăvoi.

## Demografie
Componența etnică a comunei Sălașu de Sus
     Români (93,88%)
     Alte etnii (0,47%)
     Necunoscută (5,65%)
Componența confesională a comunei Sălașu de Sus
     Ortodocși (84,97%)
     Baptiști (3,87%)
     Penticostali (2,61%)
     Adventiști (1,26%)
     Alte religii (1,03%)
     Necunoscută (6,26%)
Conform recensământului efectuat în 2021, populația comunei Sălașu de Sus se ridică la 2.142 de locuitori, în scădere față de recensământul anterior din 2011, când fuseseră înregistrați 2.359 de locuitori. Majoritatea locuitorilor sunt români (93,88%), iar pentru 5,65% nu se cunoaște apartenența etnică. Din punct de vedere confesional, majoritatea locuitorilor sunt ortodocși (84,97%), cu minorități de baptiști (3,87%), penticostali (2,61%) și adventiști (1,26%), iar pentru 6,26% nu se cunoaște apartenența confesională.

## Politică și administrație
Comuna Sălașu de Sus este administrată de un primar și un consiliu local compus din 11 consilieri. Primarul, Ioan Vlad[*], de la Partidul Social Democrat, este în funcție din iunie 2017. Începând cu alegerile locale din 2024, consiliul local are următoarea componență pe partide politice:
|  | Partid                                 | Consilieri | Componența Consiliului | Componența Consiliului | Componența Consiliului | Componența Consiliului | Componența Consiliului | Componența Consiliului |
|  | -------------------------------------- | ---------- | ---------------------- | ---------------------- | ---------------------- | ---------------------- | ---------------------- | ---------------------- |
|  | Partidul Social Democrat               | 6          |                        |                        |                        |                        |                        |                        |
|  | Partidul Național Liberal              | 3          |                        |                        |                        |                        |                        |                        |
|  | Uniunea Democrată Maghiară din România | 1          |                        |                        |                        |                        |                        |                        |
|  | Alianța pentru Unirea Românilor        | 1          |                        |                        |                        |                        |                        |                        |

## Atracții turistice
- Biserica de zid "Înălțarea Domnului" din satul Nucșoara, construcție 1786, monument istoric
- Biserica de zid "Pogorârea Sfântului Duh" din satul Paroș, construcție secolul al XV-lea, monument istoric
- Biserica reformată din satul Râu Alb, construcție secolul al XV-lea, monument istoric
- Biserica de zid "Sfinții Atanasie și Chiril" din satul Sălașul de Sus, construcție secolul al XV-lea, monument istoric
- Biserica Nemeșilor din Sălașu de Sus, construcție secolul al XVIII-lea, monument istoric
- Casa parohială ortodoxă din satul Nucșoara, construcție secolul al XIX-lea, monument istoric
- Cetatea Mălăiești, construcție secolul al XIV-lea, monument istoric
- Curtea cnezilor Cândreș din Sălașu de Sus, construcție secolul al XV-lea, monument istoric
- Rezervația naturală "Vârful Poieni" (0,8 ha)
- Rezervația naturală "Fânațele cu narcise Nucșoara" (20 ha)